# 概念計画5029
概念計画5029（CONPLAN 5029）とは、朝鮮民主主義人民共和国（北朝鮮）の体制崩壊後をにらんだ、朝鮮半島有事に関するアメリカ合衆国と大韓民国の軍事概念計画（Concept Plan、計画策定段階における作戦構想）である。

## 概要
北朝鮮国内でのクーデター・民衆による暴動・反乱軍による核兵器奪取・大量脱北・自然災害などによる体制動揺時の緊急事態への対応を想定している。
金大中政権で策定され、盧武鉉政権で作戦計画（Operation Plan, OPLAN）への格上げが検討されたが、当時盧武鉉は金大中政権から引き続いて北朝鮮に対する宥和政策（太陽政策）を推進していた為、作戦計画への格上げはなされなかった。
しかし2008年にハンナラ党の李明博政権が発足し、同年9月以降の金正日総書記の健康悪化と、その息子である金正恩への権力委譲による体制内部での動揺を見越し、アメリカと韓国は作戦計画（作戦計画5029）への格上げを本格的に検討している。また、軍事演習である"乙支フリーダムガーディアン"においてはその適用もなされている。